# Trenk
Trenk je naselje v Občini Sveti Urban v Okraju Trg na Koroškem v Avstriji.